# 月のかげ
『月のかげ』（英: Moon Shadow）は、2007年に製作された日本のインディーズの短編映画。
川崎市にある日本映画学校の、吉野竜平監督による卒業制作作品。

## キャスト
- 優子
- 晴美
- オカマダンサー：大石結介

## 上映
- 2008年7月20日: 第17回東京国際レズビアン&ゲイ映画祭（舞台挨拶）[1]、同時上映『特異なカップル』
- 2008年9月14日: 第4回香川レインボー映画祭[2]
- 2008年: CAMERA JAPAN FESTIVAL（カメラジャパン・フェスティバル）[3]（オランダでの上映）
- 2008年: 第11回京都国際学生映画祭、観客賞[4]